# Flink (bogserbåt, 1917)
Denna artikel avser den i Sverige 1917 byggda bogserbåten Flink. För den 1973 i Tyskland byggda bogserbåten med samma namn, se Flink (bogserbåt,1917)
Flink är en bogserbåt vilken byggdes som RUBEN år 1917 för Broström Linjeagentur vid Eriksbergs Mekaniska Verkstad i Göteborg. 
Omkring år 1920 såldes Ruben till Götaverken, Göteborg där hon vid Stenpiren i Göta älv drogs omkull under bogsering av S/S HANSA (passagerarfartyget på rutten Göteborg–Lübeck, byggt 1925) den 19 oktober 1937 sänktes, men bärgades. Ruben såldes år 1943 till  Finnboda Varv i Stockholm, döptes om till Finnboda I och användes för persontransporter mellan Finnboda och Beckholmen. 
1980 köpte Folke Rebinder i Stockholm fartyget, som då döptes om till Flink. Flink såldes 1983 till Göran Movsing i Nacka, vilken 1985 sålde fartyget vidare till Björn Laquist i Stockholm, som efter renovering använde den till dykarutflykter i Östersjön. 1994 köpte Sven-Ove Eriksson i Vaxholm Flink, och sålde den  år 2009 vidare till Björn Börjeson i Hölö.